# Свенска серієн з хокею 1937—1938
 Свенска серієн: 1937—1938 — 3-й сезон у «Свенска серієн», що була на той час найвищою за рівнем клубною лігою у шведському хокеї з шайбою.
У чемпіонаті взяли участь 8 клубів. Турнір проходив у два кола.
Переможцем змагань став клуб АІК Стокгольм.

## Турнірна таблиця
|   | Команда                     | І  | В  | Н | П  | Ш       | О  |
| - | --------------------------- | -- | -- | - | -- | ------- | -- |
| 1 | АІК Стокгольм               | 14 | 13 | 1 | 0  | 47 - 7  | 27 |
| 2 | «Гаммарбю» ІФ (Стокгольм)   | 14 | 11 | 2 | 1  | 39 - 8  | 24 |
| 3 | ІК «Йота» (Стокгольм)       | 14 | 9  | 1 | 4  | 27 - 14 | 19 |
| 4 | Седертельє СК               | 14 | 5  | 1 | 8  | 12 - 24 | 11 |
| 5 | Седертельє ІФ               | 14 | 5  | 0 | 9  | 20 - 26 | 10 |
| 6 | «Карлбергс» БК (Стокгольм)  | 14 | 4  | 1 | 9  | 17 - 25 | 9  |
| 7 | ІФК Марієфред               | 14 | 3  | 1 | 10 | 10 - 44 | 7  |
| 8 | «Трансбергс» ІФ (Стокгольм) | 14 | 1  | 3 | 10 | 7 - 31  | 5  |